# Приходнюк Олександр Якович
Приходнюк Олесандр Якович (19 липня 1936, смт Базалія Теофіпольського району Хмельницької області — 14 травня 2018, м. Чернівці) — художник-пейзажист. Член Національної спілки майстрів народного мистецтва України. Заслужений майстер народної творчості України (2009).

## Біографія
Олександр Якович Приходнюк народився 19 липня 1936 року в селищі Базалія Теофіпольського району Хмельницької області. Закінчив історичний факультет Чернівецького державного університету. Вчителював, був директором Глиницької восьмирічної школи Кіцманського району Чернівецької області. Працював секретарем Чернівецького обкому комсомолу, другим і першим секретарем Садгірського райкому партії у Чернівцях, понад 10 років — уповноваженим Ради в справах релігій при Кабінеті Міністрів України по Чернівецькій області.

## Творча діяльність
Постійно, починаючи з 1955 року бере участь у районних, обласних, державних та міжнародних виставках образотворчого, декоративно-прикладного та ужиткового мистецтв. Першу художню виставку організував у 1986 році. Провів понад 30 персональних виставок.

## Нагороди, відзнаки
Нагороджений орденом «Знак Пошани», вісьмома медалями. Лауреат Другого Всесоюзного фестивалю народної творчості (1987), літературно-мистецької премії імені Сидора Воробкевича, ушанований почесною відзнакою «На славу Чернівців».